# 库尔蒂尔
库尔蒂尔（法語：Courtils）是法国芒什省的一个市镇，属于阿夫朗谢区（Avranches）迪塞县（Ducey）。该市镇总面积5.39平方公里，2009年时的人口为245人。

## 人口
库尔蒂尔人口变化图示